# 11e arrondissement de Budapest
Le 11e arrondissement de Budapest (en hongrois : Budapest XI. kerülete) ou Újbuda ([ˈuːjbudɒ], en allemand : Neu-Buda) est un arrondissement de Budapest. Il est situé au sud-ouest de la capitale hongroise, sur la rive occidentale du Danube. Il est bordé au nord par le 1er et 12e arrondissement, à l'est par le 9e et 21e et au sud par le 22e. Situé à la périphérie du centre-ville, il est limitrophe à l'ouest de la commune de Budaörs.

## Organisation administrative

### Quartiers
| Quartiers                                                | Quartiers                                     | Création | Population en 2001 (hab.) | Superficie (ha) | Densité hab/km2 | Localisation                                                   |
| -------------------------------------------------------- | --------------------------------------------- | -------- | ------------------------- | --------------- | --------------- | -------------------------------------------------------------- |
| 1                                                        | Albertfalva                                   |          | 11 845                    |                 |                 | \| 1 2 3 4 5 6 7 8 9 10 11 12 13 14 15 16 17 18 19 20 21 22 \| |
| 2                                                        | Dobogó                                        |          | -                         |                 |                 | \| 1 2 3 4 5 6 7 8 9 10 11 12 13 14 15 16 17 18 19 20 21 22 \| |
| 3                                                        | Gazdagrét                                     |          | 11 929                    |                 |                 | \| 1 2 3 4 5 6 7 8 9 10 11 12 13 14 15 16 17 18 19 20 21 22 \| |
| 4                                                        | Gellérthegy, à cheval sur les 1er et 11e arr. |          | 7 197                     |                 |                 | \| 1 2 3 4 5 6 7 8 9 10 11 12 13 14 15 16 17 18 19 20 21 22 \| |
| 5                                                        | Hosszúrét                                     |          | 152                       |                 |                 | \| 1 2 3 4 5 6 7 8 9 10 11 12 13 14 15 16 17 18 19 20 21 22 \| |
| 6                                                        | Infopark                                      |          | -                         |                 |                 | \| 1 2 3 4 5 6 7 8 9 10 11 12 13 14 15 16 17 18 19 20 21 22 \| |
| 7                                                        | Kamaraerdő                                    |          | 407                       |                 |                 | \| 1 2 3 4 5 6 7 8 9 10 11 12 13 14 15 16 17 18 19 20 21 22 \| |
| 8                                                        | Kelenföld                                     |          | 53 332                    |                 |                 | \| 1 2 3 4 5 6 7 8 9 10 11 12 13 14 15 16 17 18 19 20 21 22 \| |
| 9                                                        | Kelenvölgy                                    |          | 3 447                     |                 |                 | \| 1 2 3 4 5 6 7 8 9 10 11 12 13 14 15 16 17 18 19 20 21 22 \| |
| 10                                                       | Kőérberek                                     |          | 282                       |                 |                 | \| 1 2 3 4 5 6 7 8 9 10 11 12 13 14 15 16 17 18 19 20 21 22 \| |
| 11                                                       | Lágymányos                                    |          | 19 741                    |                 |                 | \| 1 2 3 4 5 6 7 8 9 10 11 12 13 14 15 16 17 18 19 20 21 22 \| |
| 12                                                       | Madárhegy                                     |          | 22                        |                 |                 | \| 1 2 3 4 5 6 7 8 9 10 11 12 13 14 15 16 17 18 19 20 21 22 \| |
| 13                                                       | Nádorkert                                     |          | -                         |                 |                 | \| 1 2 3 4 5 6 7 8 9 10 11 12 13 14 15 16 17 18 19 20 21 22 \| |
| 14                                                       | Őrmező                                        |          | 7 660                     |                 |                 | \| 1 2 3 4 5 6 7 8 9 10 11 12 13 14 15 16 17 18 19 20 21 22 \| |
| 15                                                       | Örsöd                                         |          | 902                       |                 |                 | \| 1 2 3 4 5 6 7 8 9 10 11 12 13 14 15 16 17 18 19 20 21 22 \| |
| 16                                                       | Péterhegy                                     |          | 715                       |                 |                 | \| 1 2 3 4 5 6 7 8 9 10 11 12 13 14 15 16 17 18 19 20 21 22 \| |
| 17                                                       | Pösingermajor                                 |          | 523                       |                 |                 | \| 1 2 3 4 5 6 7 8 9 10 11 12 13 14 15 16 17 18 19 20 21 22 \| |
| 18                                                       | Sasad                                         |          | 14 389                    |                 |                 | \| 1 2 3 4 5 6 7 8 9 10 11 12 13 14 15 16 17 18 19 20 21 22 \| |
| 19                                                       | Sashegy, à cheval sur les 11e et 12e arr.     |          | 4 865                     |                 |                 | \| 1 2 3 4 5 6 7 8 9 10 11 12 13 14 15 16 17 18 19 20 21 22 \| |
| 20                                                       | Spanyolrét                                    |          | -                         |                 |                 | \| 1 2 3 4 5 6 7 8 9 10 11 12 13 14 15 16 17 18 19 20 21 22 \| |
| 21                                                       | Szentimreváros                                |          | 10 914                    |                 |                 | \| 1 2 3 4 5 6 7 8 9 10 11 12 13 14 15 16 17 18 19 20 21 22 \| |
| 22                                                       | Tabán, à cheval sur les 1er et 11e arr.       |          | 16 464                    |                 |                 | \| 1 2 3 4 5 6 7 8 9 10 11 12 13 14 15 16 17 18 19 20 21 22 \| |
| 1 2 3 4 5 6 7 8 9 10 11 12 13 14 15 16 17 18 19 20 21 22 |                                               |          |                           |                 |                 |                                                                |

### Municipalité
Liste des maires
- 2002-2010 : Gyula Molnár

## Relations internationales

### Jumelages
L'arrondissement est jumelé avec les villes suivantes :
- Ada
- Bad Cannstatt
- Sânzieni
- Târgu Mureș
- Trstice
- Prague (5e arrondissement)
- Trogir
- Usztrony